# Kathy Flores
Kathleen Flores, née le 7 février 1955 à Philadelphie et morte le 21 octobre 2021, est une joueuse internationale puis entraîneuse américaine de rugby à XV.

## Biographie
En 1986 elle participe à la tournée en Angleterre et en France de la première équipe nationale américaine officieuse. L'équipe nationale féminine des États-Unis a fait sa première apparition internationale officielle au tournoi Can-Am de rugby en 1987. Kathleen Flores en est la capitaine et la numéro 8 ; elle marque un essai lors de leur victoire contre le Canada.
Kathleen Flores déménage vers San Francisco en 1994 ; elle joue alors pour l'équipe de Berkeley, les Berkeley All Blues. Elle prend en 1998 sa retraite de joueuse, et commence une carrière d'entraîneuse. Avec elle, les Berkeley All Blues remportent quinze titres de champion national. Elle entraîne en parallèle l'équipe féminine de Californie de 1998 en 2004. A partir de 2002 elle prend le rôle de sélectionneuse de l'équipe nationale,
Elle meurt à 66 ans d'un cancer du côlon le 21 octobre 2021 à Providence.

## Distinctions
En 2003, elle reçoit le prix de l'IRB de la personnalité féminine de l'année, pour sa double carrière de joueuse et d'entraîneuse.
Elle est intronisée au Temple de la renommée de World Rugby lors des demi-finales de la coupe du monde de rugby à Eden Park quelques jours après sa mort.